# Роберт Кіндельбахер
Роберт Кіндельбахер (нім. Robert Kindelbacher; 18 травня 1915, Аугсбург — 27 жовтня 1942, Атлантичний океан) — німецький офіцер-підводник, капітан-лейтенант крігсмаріне.

## Біографія
5 квітня 1935 року вступив на флот. В жовтні 1937 року відряджений в авіацію. У вересні-грудні 1941 року пройшов курс підводника. З січня 1942 року — 1-й вахтовий офіцер на підводному човні U-96. В травні-червні 1942 року пройшов курс командира човна. З 18 червня 1942 року — командир U-627. 15 жовтня 1942 року вийшов у свій перший і останній похід. 27 жовтня U-627 був потоплений в Північній Атлантиці південніше Ісландії (59°14′ пн. ш. 22°49′ зх. д.) глибинними бомбами британського бомбардувальника «Летюча Фортеця». Всі 44 члени екіпажу загинули.

## Звання
- Кандидат в офіцери (5 квітня 1935)
- Морський кадет (25 вересня 1935)
- Фенріх-цур-зее (1 квітня 1936)
- Оберфенріх-цур-зее (1 січня 1938)
- Лейтенант-цур-зее (1 квітня 1938)
- Оберлейтенант-цур-зее (1 жовтня 1939)
- Капітан-лейтенант (1 квітня 1942)

## Нагороди
- Медаль «За вислугу років у Вермахті» 4-го класу (4 роки)